# Alejandro González San Emeterio
Alejandro González San Emeterio (Torrelavega, Cantabria, 28 de marzo de 1990), más conocido como Álex González, es un entrenador español de baloncesto que actualmente es entrenador asistente del Grupo Alega Cantabria de la Primera FEB.

## Trayectoria
Álex González comenzó su carrera en los banquillos en los equipos de formación del SAB Torrelavega de su ciudad natal entre 2007 y 2015, hasta que en la temporada 2015-16, se hace cargo del banquillo del equipo juvenil del Club Deportivo Cantbasket 04 Santander.
Entre 2016 y 2018, dirige al equipo juvenil del Grupo Alega Cantabria.
El 14 de junio de 2018, vuelve a casa y firma como entrenador del CBT Torrelavega de Primera Autonómica.
En junio de 2019, firma por el Grupo Alega Cantabria de Liga LEB Plata, para ser segundo entrenador de David Mangas, director de la academia y gerente del club cántabro. Dando sus primeros pasos como entrenador profesional de baloncesto. 
El 23 de abril de 2022, logra el ascenso a la Liga LEB Oro, tras vencer al Albacete Basket en la final de primeros clasificados de ambos grupos.
El 12 de diciembre de 2024, tras la destitución de David Mangas es nombrado primer entrenador del Grupo Alega Cantabria de Primera FEB.
El 17 de diciembre de 2024, tras lograr la victoria en su primer partido al frente, se hace oficial su continuidad como primer entrenador del Grupo Alega Cantabria hasta el final de la temporada.
El 23 de enero de 2025, tras la llegada de Lolo Encinas, regresa a entrenador asistente del Grupo Alega Cantabria.

## Clubs
- 2007-15. SAB Torrelavega. Categorías inferiores
- 2015-16. Club Deportivo Cantbasket 04 Santander. Categorías inferiores
- 2016-18. Grupo Alega Cantabria. Categorías inferiores
- 2018-19. CBT Torrelavega. Primera Autonómica
- 2019-24. Grupo Alega Cantabria. Liga LEB Plata/Liga LEB Oro. Segundo entrenador.
- 2024-2025. Grupo Alega Cantabria. Primera FEB. Primer entrenador.
- 2025-actualidad. Grupo Alega Cantabria. Primera FEB. Segundo entrenador.

## Títulos oficiales
- 2022. Liga LEB Plata.